# Burg Salzburg (Unterfranken)

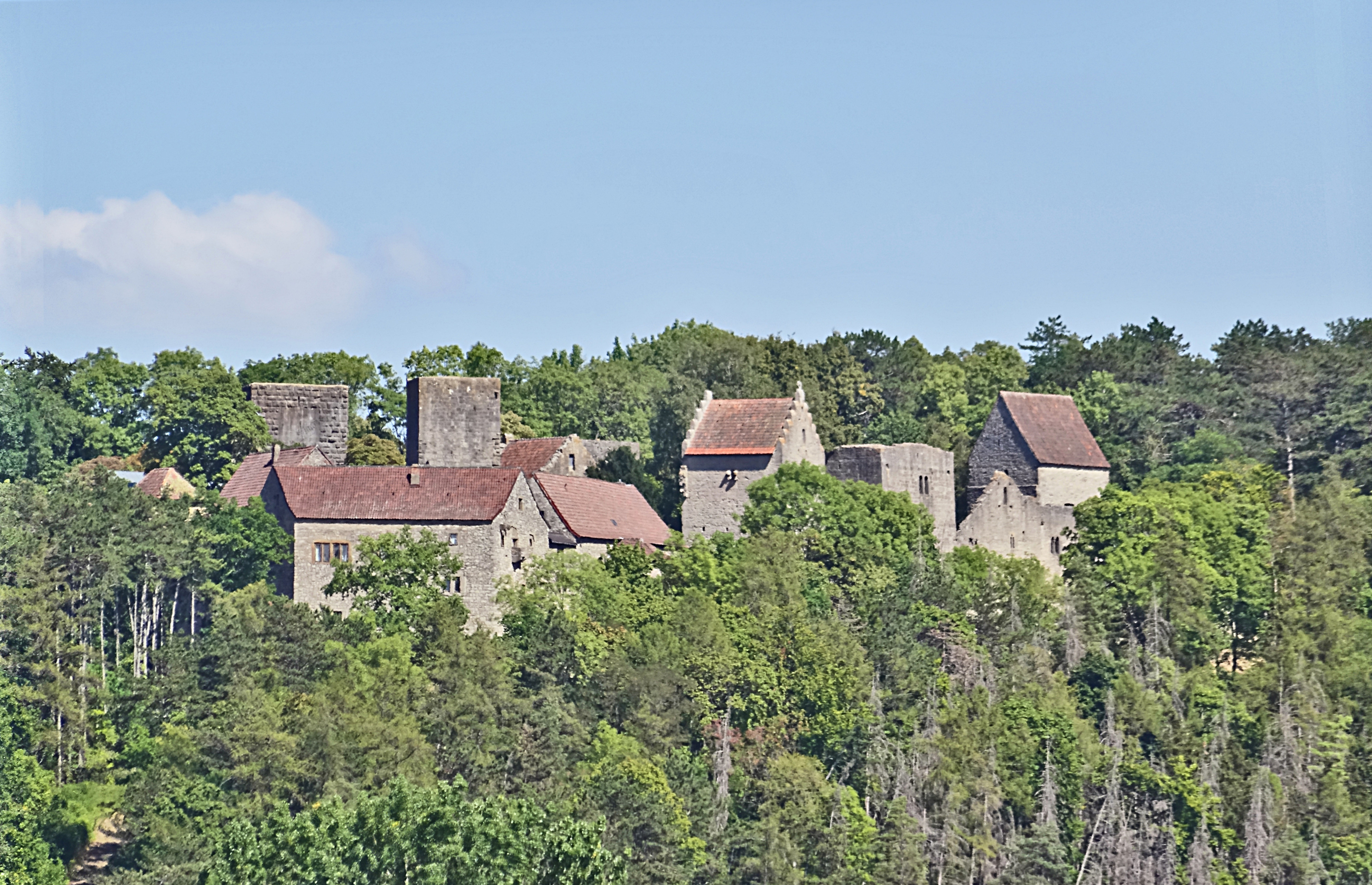
Ansicht von Südwesten

Die Burg Salzburg steht am Rand einer Hochebene über Bad Neustadt an der Saale in Unterfranken. Die große Ganerbenburg ist noch teilweise bewohnt und nicht in allen Bereichen zugänglich.

## Geografische Lage
Die Spornburg auf 300 m ü. NN wurde etwa einen Kilometer östlich des Stadtzentrums von Bad Neustadt auf dem Westende der Hochebene über Bad Neuhaus angelegt und ist durch einen sichelförmigen, ungefähr 160 Meter langen Halsgraben vom Vorgelände abgetrennt. Bis ins 19. Jahrhundert war der gesamte Berghang freigerodet und diente bereits im Hochmittelalter dem Weinbau.

## Geschichte

### Frühmittelalter
Bereits unter den Karolingern war der Salzgau um Neustadt sehr bedeutend, es wurde sogar eine Pfalz angelegt, die Kaiser Otto III. im Jahre 1000 dem Bistum Würzburg schenkte. Diese Pfalz befand sich wahrscheinlich auf dem Areal des heutigen Dorfes Salz oder in unmittelbarer Umgebung. Auf dem nahen Veitsberg entstand wohl erst in ottonischer Zeit wegen der Ungarneinfälle eine Schutzburg für die Bevölkerung des Umlandes. An Stelle der heutigen Salzburg dürfte sich eine Wallanlage unbekannter Zeitstellung befunden haben. Auch diese Wehranlage könnte in der ersten Hälfte des 10. Jahrhunderts zum Ungarnrefugium ausgebaut worden sein.
Die erste schriftliche Erwähnung der Salzburg befindet sich in einer um 1160 kopierten Urkunde Kaiser Ludwigs des Frommen im Hessischen Staatsarchiv Marburg (K425. Kodex Eberhardi, fol. 82r und v). Die Originalurkunde ist verschollen und könnte vom Kopisten, dem Mönch Eberhard aus dem Kloster Fulda, verfälscht worden sein. In der Actum-Zeile (Ausstellungsort) wird die Salzburg oder der Salzberg genannt: „Act(um) in Salzb. Curia regia“.
Diese frühmittelalterliche Urkunde deutet darauf hin, dass die Königspfalz Salz sich tatsächlich ehemals auf dem Burgberg befunden haben könnte. Die ältere Forschung lokalisierte diesen Königshof durchgehend auf dem Areal der späteren Burg. Später galt allgemein der Veitsberg bei Salz als Standort dieser Anlage, während man heute das Dorf Salz oder dessen unmittelbare Umgebung favorisiert. Möglicherweise hatte der Mönch Eberhard auch nur Kenntnis von der Neuanlage der Burg und ersetzte deshalb die Ortsangabe „Salz“ der Originalurkunde durch das „Salzb.“ in der Abschrift.

### Hoch- und Spätmittelalter

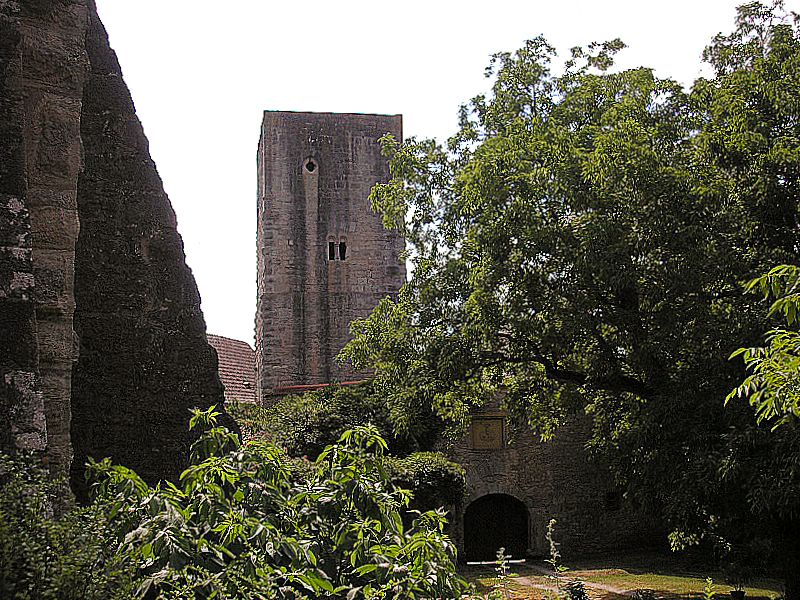
Der Bergfried des „Voitschen Ansitzes“ im Süden der Gesamtanlage

Der steinerne Bering der Burg ersetzte einen älteren, aus dem Kalkgestein geschlagenen Palisadengraben. Dieser Befund konnte 1984 bei einer amtlichen Plangrabung gesichert werden. Der hölzerne Schutzwall befindet sich etwa einen Meter hinter der Mauer und war wohl eine provisorische Befestigung zum Schutz der Baustelle. Der älteste Mauerring wurde offensichtlich nicht vollständig ausgebaut. Die in die erste Bauphase datierbaren Teile der Wehranlage sind maximal vier Meter hoch, auf weite Strecken scheint damals nur das Fundament angelegt worden zu sein. Ob der Würzburger Bischof dort planmäßig einen größeren Verwaltungsmittelpunkt oder gar ein befestigtes Dorf anlegen wollte, bleibt spekulativ.
Bei einer angenommenen Entstehung der hochmittelalterlichen würzburgischen Salzburg in der Mitte des 12. Jahrhunderts käme als Bauherr kurioserweise hauptsächlich Bischof Gebhard von Henneberg in Betracht. Gebhard hätte die Burg demnach unter anderem angelegt, um die Expansionsbestrebungen seiner eigenen Familie zu behindern. Das Verhältnis des Bischofs zu seiner Verwandtschaft scheint auch tatsächlich nicht besonders gut gewesen zu sein, da sie ihn wohl bei seiner Kandidatur um den Bischofsstuhl nicht ausreichend unterstützt hatte. Wahrscheinlich sollte die Burg auch die Straßenverbindung zwischen der Bischofsresidenz und den würzburgischen Städten Mellrichstadt und Meiningen sichern.
Erst ab etwa 1170 erfolgte der schrittweise Ausbau der Veste zu einer der größten Ganerbenburgen Mitteleuropas und zum Verwaltungsmittelpunkt des Salzgaues. Es entstanden je ein Ansitz für den Vogt und den Schultheiß, ab 1220 wurden fünf weitere Burgmannensitze eingebaut. Im Wesentlichen war dieser Ausbau um 1250 beendet. Alle späteren Baumaßnahmen beschränkten sich auf kleinere Erweiterungen und Umbauten.
Die ersten würzburgischen Dienstmannen auf der Salzburg sind um das Jahr 1200 namentlich fassbar. Damals saßen wahrscheinlich Boppo von Leinach und Konrad II. von Leinach, Heinrich von Brende und Heinrich Marschalk von Lauer auf der Veste. Diese drei Ministerialen gehörten wohl zu den Burgmannen (urbani) auf der großen Burganlage. Weitere drei Burgmannen werden in einer Schenkungsurkunde zugunsten des Klosters Bronnbach nur mit den Vornamen Wolfram, Rudolf (von Herschfeld) und Helwig (von Unsleben) genannt, dafür aber konkret der Besatzung der Burg zugewiesen.
Ein Jahr vorher ist bereits ein Wilhelmus de Salzberc nachweisbar, der wohl ebenfalls der Familie von Herschfeld entstammte und sich nach seinem Ansitz auf dem Salzberg benannte. 1206 und 1212 führten auch ein Volgerus bzw. Theodericus den Beinamen „de Salzberg“.
1232 wurde die zu Füßen der Burg gelegene „neue Stadt“ Neustadt erstmals urkundlich erwähnt. Ab diesem Zeitpunkt wurde der Sitz des Amtes Salzburg schrittweise hinunter in die Stadt verlegt. Als landesherrlicher Beamter saß ein Amtmann (advocatus oder officiatus) auf der Burg oder später in Neustadt.
Die Salzburg ist ein gutes Beispiel einer geplanten Ganerbenburg, die Kontrolle über die riesige Burg wurde also wohlüberlegt nicht in die Hände eines einzigen, mächtigen Vasallen gegeben, der dem Lehnsherren irgendwann gefährlich werden konnte. Die Burgmannen wurden aus dem umliegenden würzburgischen Dienstadel rekrutiert, um 1258 saßen etwa die Fieger (später Voit von Salzburg), Brende, Heustreu, Lebenhan, Eichenhausen und Hollstadt auf der Veste.
Wie auf anderen Ganerbenburgen kam es auch auf der Salzburg zu einigen Konflikten zwischen den Burgbewohnern, Anteile wurden vererbt oder verkauft. Am 14. Juli 1434 schlossen die Ganerben deshalb einen Burgfrieden (Staatsarchiv Würzburg, Würzburger Hochstiftsurkunde Nr. 50/27e) als Regelwerk, das ihre Rechte und Pflichten festschrieb und auch Sanktionen bei Nichteinhaltung der Absprachen vorsah. Der vollständige Text dieses burgenkundlich wichtigen Vertrages wurde 2008 von Heinrich Wagner wortgetreu im Salzburgbuch publiziert. Der Burgfriedensvertrag wurde am 16. Juni 1435 von Bischof Johann II. von Brunn bestätigt. Das Hochstift behielt sich das Recht vor, den Torturm bei Gefahr in seine Gewalt zu nehmen und mit eigener Mannschaft zu besetzen.

### 16. bis 18. Jahrhundert
Den Bauernkrieg überstand die Burg mit nur geringen Schäden, um 1580 war jedoch eine umfassende Sanierung notwendig. Im 17. Jahrhundert wurde der spätere Propst des Augustinerchorherrenstiftes Heidenfeld, Georg Bauer, auf der Burg geboren.
Im frühen 18. Jahrhundert begann der Niedergang der Salzburg. Aus der großen adeligen Mehrfamilienburg entwickelte sich ein landwirtschaftlich geprägtes Dorf innerhalb der alten Ringmauer. Hierzu wurden ab 1722 einzelne Bauteile und die alte Burgkapelle abgebrochen. Drei der alten Ganerbensitze verschwanden bis auf Reste, zwei wurden zu Ruinen. Aus dem Abbruchmaterial entstanden einige Bauernhäuser und Nebengebäude. Einige auf der Burg einquartierte Judenfamilien richteten 1723 eine Synagoge im Jägerbau ein.

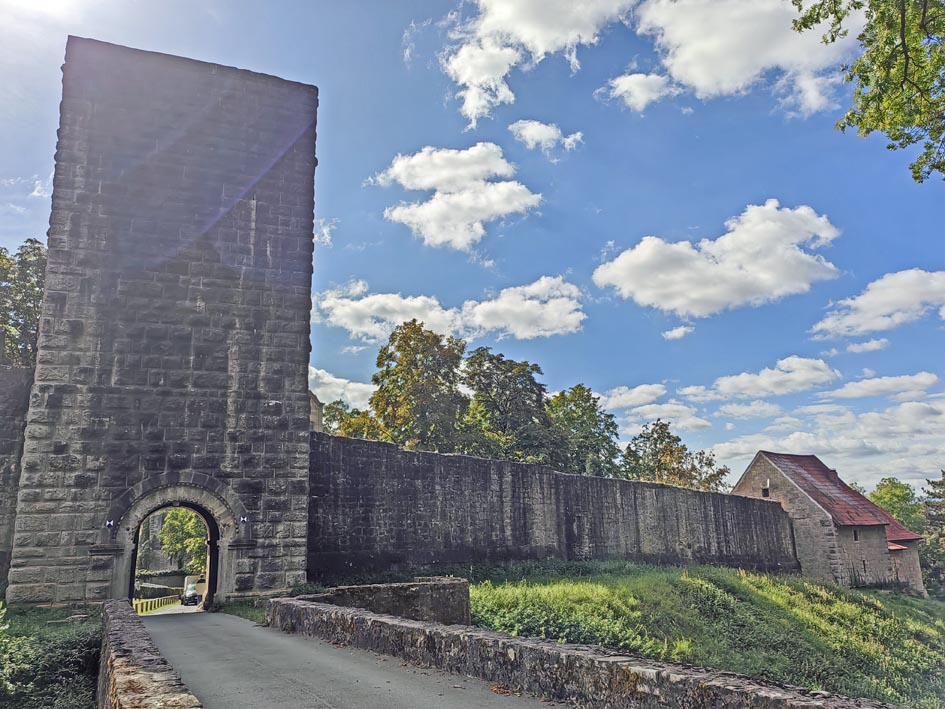
Bergfried und Zugang zur Burg

### 19. Jahrhundert
Zu Beginn des 19. Jahrhunderts hauste sogar ein Schäfer mit seinen Tieren in der Burg.
Die Burgenromantik dieses Jahrhunderts rückte auch die Salzburg wieder in den Blickpunkt der interessierten Öffentlichkeit.

#### Burgkapelle St. Bonifatius und Werner von Haxthausen
Im Herbst 1836 weilte der westfälische Freiherr Werner von Haxthausen zur Kur in Bad Kissingen. Während einer kleinen Rundreise besuchte Haxthausen auch die Salzburg. Im folgenden Jahr erwarb der durch eine Heirat zu Wohlstand gekommene und unter anderem als Philologe hochgebildete Adelige das nahe Gut Neuhaus, zu dem auch ein Drittel der Salzburg gehörte. In Neuhaus waren damals Heilquellen erschlossen worden. Der Freiherr plante wohl bereits bei der Erwerbung der Herrschaft den Ausbau des Gutes zum Privatbad.
Im Burghof waren damals noch Reste der mittelalterlichen Kapelle zu erkennen, die Haxthausen untersuchte. Er entschloss sich wegen der historischen Bedeutung des Ortes, dort wieder ein Gotteshaus errichten und dem heiligen Bonifatius weihen zu lassen. Angeblich weihte der Heilige an dieser Stelle den Wandermönch Burkard zum ersten Bischof von Würzburg und setzte dort auch die ersten Bischöfe von Eichstätt und Büraburg ein.
Das Bistum Würzburg unterstützte die Wiederaufbaupläne. Der Initiator stiftete das Baugrundstück und bereitete die Grundsteinlegung vor. König Ludwig I. von Bayern, der Haxthausen in den bayerischen Grafenstand erhob, erschien am 12. Juli 1841 persönlich zur Grundsteinlegung der neuen Burgkapelle und schwärmte von der Salzburg. Gleichzeitig beging man mit diesem Salzburgfest die 1100-Jahr-Feier der Gründung des Bistums.
Die ersten Entwürfe für den Neubau der Burgkapelle fertigte das Königliche Bayerische Baubüro in Würzburg. Der König bevorzugte eigentlich die Gotik, die er als den „einzig echten teutschen Stil“ ansah. Der königliche Oberbaurat August von Voit (von Salzburg) überarbeitete die Entwürfe schließlich unter dem Einfluss Friedrich von Gärtners in neuromanischen (byzantinischen) Formen.
Die Bauleitung wurde dem Neustadter Maurer- und Steinhauermeister Michael Stapf (1814–1875; in Würzburg Vorsitzender des 1869 gegründeten „Patriotischen Vereins“) übertragen. Den Skulpturenschmuck fertigte der Würzburger Bildhauer Andreas Halbig. Finanzielle Schwierigkeiten und der Tod des Stifters Werner von Haxthausen verzögerten die Fertigstellung des Gotteshauses, das erst sieben Jahre nach der Grundsteinlegung am 7. und 8. Oktober 1848 geweiht werden konnte.

#### Die Familien von Brenken und Guttenberg
Der kurz vor seinem Tode von König Ludwig I. in den Grafenstand erhobene Werner von Haxthausen starb 1842 ohne männlichen Erben. Zusammen mit seiner vermögenden Gattin hatte der Graf noch weitere Anteile an der Salzburg erworben. Die Tochter des Paares heiratete den vermögenden westfälischen Gutsbesitzer und Politiker Hermann von und zu Brenken. Die verwitwete Gräfin von Haxthausen verwaltete den Gesamtbesitz bis zu ihrem Tode am 21. Januar 1862. Als Erben hatte die Gräfin ihren erst elfjährigen Enkel Otto von Brenken bestimmt.
Die Eltern Ottos, die hauptsächlich in Westfalen lebten, verwalteten das Gut mit der Burg für ihren Sohn und konnten auch die restlichen Anteile an der Salzburg hinzuerwerben. Zudem erweiterte das Paar das von der Gräfin begründete Privatbad Neuhaus und errichtete dort ein Gästehaus im Schweizer Stil.
Otto von Brenken trat 1880 nach dem Tod seiner Mutter die Verwaltung seines Erbes an und heiratete zwei Jahre später Maria Gräfin Rottenhan aus der Untermerzbacher Linie der Herren von Rotenhan. Der Burgherr verstarb allerdings erst dreiunddreißigjährig weitere zwei Jahre später.
Die junge Witwe heiratete in zweiter Ehe 1888 den Freiherrn Theodor von Guttenberg. Theodor und Maria von Guttenberg kauften 1893 die Anteile ihres Vaters bzw. Schwiegervaters Hermann. Der Würzburger General-Anzeiger meldete am 20. Januar 1893, dass Theodor von Guttenberg nunmehr alleiniger Eigentümer der Grundherrschaft Neuhaus sei.
Der historisch interessierte neue Burgherr gab schon bald die ersten Sanierungsmaßnahmen auf der Salzburg in Auftrag. Der Burgberg wurde aufgeforstet. Diese Maßnahmen sind auch in Zusammenhang mit dem Ausbau des Privatbades Neuhaus zu sehen. Das Bad liegt direkt am Fuß des Burgberges. Die große Burgruine über Neuhaus sollte als Touristenattraktion romantisch veranlagte Besucher anziehen und so weitere Badegäste aus den nahen Staatsbädern Kissingen und Brückenau abwerben. Hierzu wurde etwa der Wachtturm an der Burgmauer als Aussichtsturm zugänglich gemacht.
Theodor von Guttenberg starb ebenfalls relativ jung mit nur 50 Jahren am 28. Juli 1904 in Bad Neuhaus und hinterließ seine Gattin mit vier unmündigen Kindern. 1908 brannte das Stammschloss der Guttenberg in Oberfranken ab und musste unter Aufwendung großer Geldsummen wiederaufgebaut werden. Die Witwe Theodors wohnte bis zu ihrem Tode im Jahr 1945 überwiegend in Würzburg, München und Garmisch-Partenkirchen. Auf der Salzburg unterblieben aus diesen Gründen weitere Bauforschungen und Reparaturen.

### 20./21. Jahrhundert
Zwischen 1927 und 1931 veranstaltete man im Burghof die von der Bevölkerung gut angenommenen Salzburg-Festspiele. Hierzu wurde ein Teil des Hofes für eine Freilichtbühne planiert und aufgeschüttet.
Vollständig erhalten blieb nur der ehemalige Ansitz der Voite von Salzburg, der noch von den Freiherren von Guttenberg bewohnt wird. Zwischen 1932 und 1945 war Karl Ludwig von Guttenberg Eigentümer der Salzburg. Der damalige Burgherr gilt als einer der führenden Köpfe des Widerstandes gegen den Nationalsozialismus und wurde wahrscheinlich in der Nacht vom 23. auf den 24. April 1945 von einem SS-Kommando in Berlin ermordet. Ihm folgte als Eigentümer Johann Freiherr von und zu Guttenberg.
Größere Sanierungen der Burg wurden 1899, 1928/29 und 1971/72 durchgeführt. Damals wurden unter anderem die Mauerflächen neu verfugt. Hierbei kaschierte man teilweise die Baufugen und erschwerte der Forschung so genauere Bauanalysen.
Die Salzburg wird von der Forschung zu den wichtigsten mittelalterlichen Burganlagen gerechnet. Trotzdem galt die Anlage bis zum Beginn des neuen Jahrtausends als relativ schlecht erforscht. Im Winter 2005 begann die Stadt Neustadt in Absprache mit dem Eigentümer mit der Freiholzung der dicht eingewachsenen Großburg. Die Außenmauern waren nun besser zugänglich und konnten fotografisch dokumentiert werden. Ein Architekturfotograf erstellte 2004/06 eine umfassende maßstäbliche Großbilddokumentation, die durch Detailaufnahmen wichtiger Baudetails ergänzt wurde. Eine Neuvermessung der Burg konnte allerdings nicht finanziert werden.
Die Maßnahmen wurden unter wissenschaftlicher Leitung des Burgenbüros Joachim Zeune durchgeführt, das die erarbeiteten Befunde in einem Bauphasenplan zusammenfasste. Hierzu überarbeitete man einen relativ exakten älteren Grundriss des Burgenforschers Bodo Ebhardt. In diesem Plan sind insgesamt dreizehn Hauptbauphasen zwischen 1150 und dem 20. Jahrhundert dokumentiert.

## Beschreibung

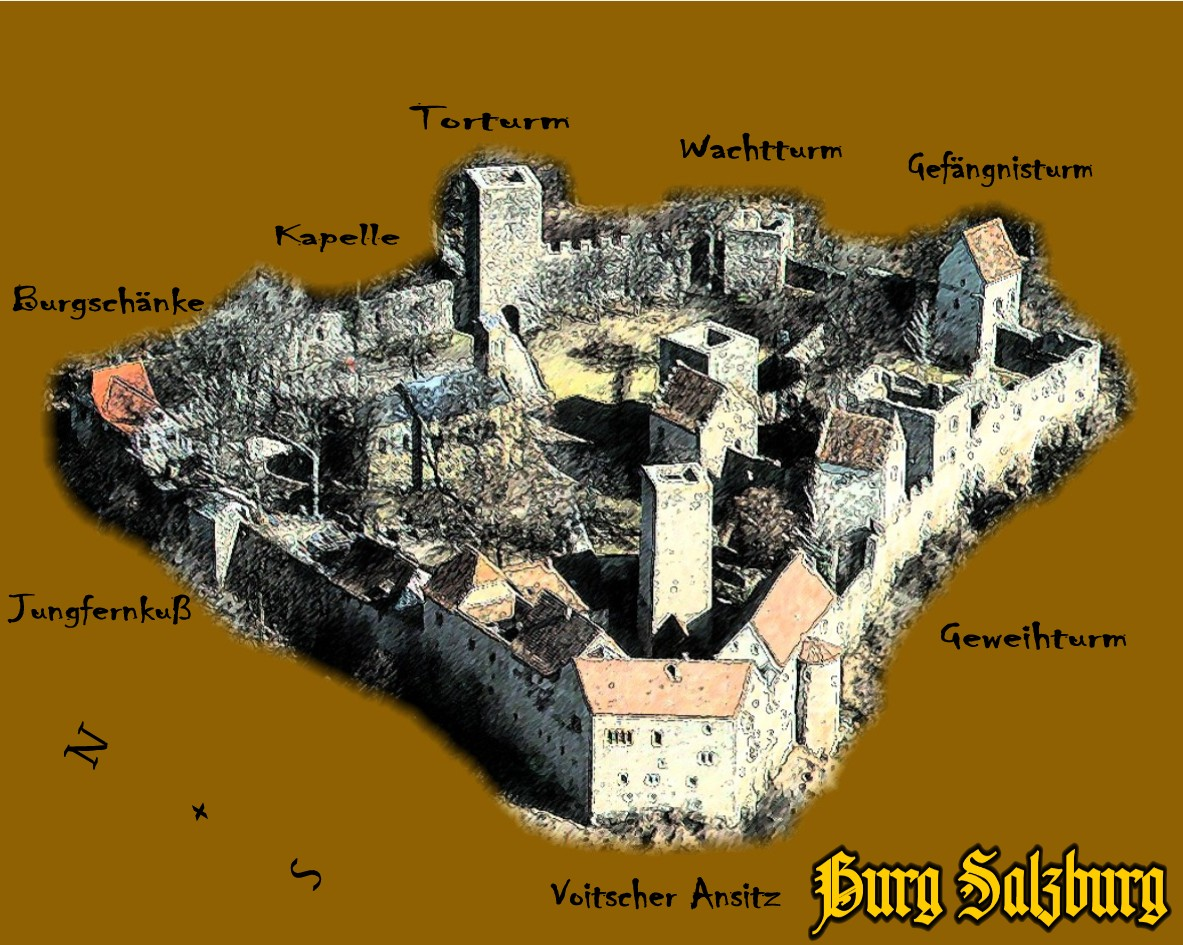
Die Burganlage im heutigen Zustand

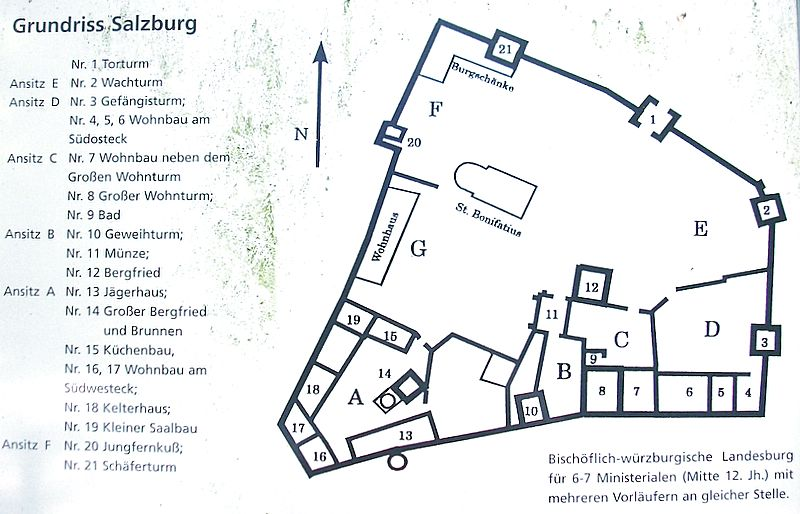
Grundriss auf einer Infotafel vor dem Haupttor

Die große Burganlage bestand ehemals aus sieben eigenständigen Kleinburgen innerhalb einer gemeinsamen, etwa 450 Meter langen Ringmauer. Die Gesamtfläche beträgt ungefähr einen Hektar.
Der Sockel der Umfassungsmauer wurde größtenteils bereits um 1150/60 gebaut und folgt wahrscheinlich dem Verlauf einer älteren Wallbefestigung. Diese erste Ringmauer war ursprünglich nur mit einem Tor- und einem kleinen Abortturm verstärkt.
Der heutige, etwa 20 Meter hohe Torturm (9,2 × 9,2 Meter) entstand im Zuge des Ausbaues der wichtigen Burg am Ende des 12. Jahrhunderts zusammen mit den drei anderen Fronttürmen. Neben der Burgkapelle war er Eigenbesitz des Lehnsherren, also des Würzburger Bischofs. In der Art eines großen Bergfriedes sollte er möglicherweise mehr als Repräsentationsbau und Machtsymbol dienen, seine Wehrtauglichkeit wird von der modernen Burgenforschung (Zeune) eher als gering eingestuft. Das Haupttor ist ungewöhnlich reich gestaltet. Das Gewände des Rundbogens ist mit einem zackig gebrochenen Stab abgeschlossen, ein weiterer Bogen mit einem verzierten Gewände ist vorgeblendet. Dem Torbau wurden später eine Zugbrücke und eine Barbakane vorgelegt, um die Wehrhaftigkeit zu erhöhen.
Der Torbergfried wurde anders als die restliche Burganlage komplett aus Sandstein aufgemauert und ist vollständig mit Buckelquadern verblendet. Die Buckel springen stark hervor (Prallbuckel), zwischen den Quadern sind sogenannte Knirschfugen erkennbar. Die sonstigen Bauteile bestehen aus dem anstehenden Muschelkalkgestein. Nur für die Fenster- und Türgewände und Buckelquader weiterer Burggebäude und Türme verwendete man Sandstein.
Die beiden ursprünglichen Burgmannensitze befanden sich – an die Ringmauer angebaut – westlich und östlich des Torturms. Der westliche Ansitz ist vollkommen verschwunden, dort befindet sich heute die Burgschenke.
Nach 1170 wurden weitere fünf Ansitze innerhalb der Ringmauer angelegt. Der Bischof wollte die Macht innerhalb der großen, strategisch besonders gegen die Grafen von Henneberg wichtigen Burganlage offenbar auf eine größere Anzahl von Burgmannen verteilen.
Zur Verstärkung der Ostseite errichtete man drei viereckige Mauertürme, die – ebenso wie der Torturm – nach außen vorspringen. Die vier Fronttürme waren ursprünglich an die Rückseite der Ringmauer angebaut und sprangen nicht nach außen vor. Erst in der dritten Bauphase um 1180 verdoppelte man den Umfang dieser Türme.
Die Türme waren ursprünglich den heute verschwundenen Ganerbensitzen hinter der Ostmauer zugeordnet. Der heute so weiträumig erscheinende Burghof war bis ins späte 18. Jahrhundert dicht umbaut.

## Die Ganerbensitze
An der Südwestspitze liegt der noch bewohnte ehemalige Sitz der Voite von Salzburg. Dort fällt als Erstes der hohe, romanische Bergfried ins Auge. Der etwa 27 Meter hohe Turm ist hufeisenförmig von Wohn- und Nutzbauten umgeben, die direkt an die Ringmauer angebaut sind und im 20. Jahrhundert verändert wurden.
Östlich nebenan erheben sich die Reste des Brende'schen Ansitzes. Neben einem romanischen Wohnturm (Geweihturm) ist dort die Ruine des ehemaligen Saalgeschossbaues von Interesse. Dieser, „Münz“ genannte, zweigeschossige Bau gilt als einer der Höhepunkte der frühgotischen Profanarchitektur Frankens. Über dem rundbogigen Eingang hat sich die zweiteilige Fensteröffnung des Saalgeschosses erhalten, jedes Feld öffnet sich in drei Spitzbögen auf zwei schlanken Säulen, darüber liegen je zwei durchbrochene Vierpässe.
Östlich stößt der Bergfried des dritten Ansitzes an die Münz. Dieser romanische Quaderbau dürfte ehemals etwas höher gewesen sein. Rückwärtig befinden sich die Ruine eines Wohnbaues und ein restaurierter Wohnturm an der Ringmauer.
Der vierte Burgmannensitz weist nur noch Reste der rückwärtigen Wohnbebauung und der Abschlussmauer gegen den Burghof auf, in die Außenmauer eingebaut ist der guterhaltene Gefängnisturm.
Die drei anderen Kleinburgen sind bis auf Reste verschwunden und wurden später teilweise durch ein Wohnhaus und die Gaststätte ersetzt.
Die Gesamtanlage kann entlang der Ringmauer umwandert werden, der Burghof ist frei zugänglich, die ganz oder teilweise erhaltenen Burgmannensitze sind nur von außen zu besichtigen.

## Die Voiten von Salzburg
Als bedeutendstes der zahlreichen Dienstmannengeschlechter auf der Salzburg gelten die Voit von Salzburg. Diese Familie dürfte aus dem besonders im Haßgau begüterten Geschlecht der Fieger hervorgegangen sein. 1258 amtierte ein Johannes als Vogt auf der Salzburg, der allgemein als Stammvater der Voiten angesehen wird. Dieser „Johannes advocatus“ war mit Hedwig von Windheim verheiratet, die als mögliche Verwandte des um 1200 auf der Burg nachweisbaren Otto (III.) advocatus de Salz ihrem Gatten die Anwartschaft auf das Amt ermöglicht haben könnte. Allerdings sind die tatsächlichen Verwandtschaftsverhältnisse hochmittelalterlicher Adelsfamilien wegen der häufigen Zunamenswechsel nur schwer rekonstruierbar.
Besonders im 15. und 16. Jahrhundert stellte das Geschlecht eine Reihe bischöflicher Amtsleute des Amtes Neustadt. Ende des 15. Jahrhunderts musste das Hochstift der Familie das Amt sogar verpfänden.
Im 16. Jahrhundert begannen die Voiten damit, sich aus der Abhängigkeit vom Bistum Würzburg zu lösen und in der Reichsritterschaft zu etablieren. Hierzu schloss sich die Familie der Reformation an und billigte die Rodung von Teilen des würzburgischen Salzforstes. Fürstbischof Julius Echter von Mespelbrunn konnte sich den Bestrebungen der Voiten jedoch widersetzen, die zudem 1583 nach dem Tod ihres Afterlehensherren, des Grafen Georg Ernst von Henneberg-Schleusingen, ihren politischen Rückhalt verloren.
Trotz dieser Entfremdung wurde Melchior Otto Voit von Salzburg 1642 zum Fürstbischof von Bamberg gewählt. Die Familie hatte sich in einen katholischen und einen evangelischen Zweig gespalten. 1715 wurde die evangelische Linie auf der Salzburg in den Reichsfreiherrenstand erhoben.
Am Ende des Alten Reiches verfügten die Voiten weder auf der Salzburg noch in der Umgebung über Besitzungen und Herrschaftsrechte. 1853 starb in München der letzte Namensträger, Freiherr August Voit von Salzburg, als königlich bayerischer Kammerherr und Major.

## Die Salzburg als Wehrbau und Machtsymbol
Die moderne Burgenforschung stellte in den letzten Jahrzehnten des 20. Jahrhunderts teilweise die wehrtechnischen Funktionen mittelalterlicher Burganlagen in Frage oder versuchte, diese gegenüber dem architektonischen Symbolgehalt zu reduzieren (Joachim Zeune). Auch die Salzburg wurde bei dieser Diskussion mehr als Machtsymbol und Verwaltungsmittelpunkt des Hochstiftes Würzburg denn als Wehrbau interpretiert.
Im Burgfriedensvertrag aus dem Jahr 1434 mussten sich die Ganerben verpflichten, im Frieden jeweils zwei, in Kriegszeiten fünf Kriegsknechte bereitzuhalten. Angesichts der Größe der Veste erscheint diese Bemannung erstaunlich gering. Im Spätmittelalter wurde zudem die Angriffsseite der Burg nicht wesentlich verstärkt, nur das Tor bewehrte man zusätzlich durch ein Vorwerk.
Im Jahr 1435 versuchten die Familien Voit und Brende, die Lehenshoheit des Hochstifts in Frage zu stellen. Der Bischof beharrte jedoch auf seine Rechte an Turm und Tor, die er jederzeit mit eigenen Knechten besetzen durfte. Auch dieser „Torbergfried“ wird jedoch von einigen Forschern mehr als Macht- und Statussymbol angesehen. Hier wird besonders auf die vollständige Verkleidung mit Buckelquadern und die „ungewöhnlich geräumige und repräsentative“ Tordurchfahrt hingewiesen.
1443 nutzte das Hochstift die Salzburg als Stützpunkt gegen die aufständische Stadt Neustadt. Der würzburgische Pfleger ließ „etliche gute Buchsen vf das schlos Salzburg furen“, um die Stadt mit diesen modernen Feuerwaffen beschießen zu lassen.

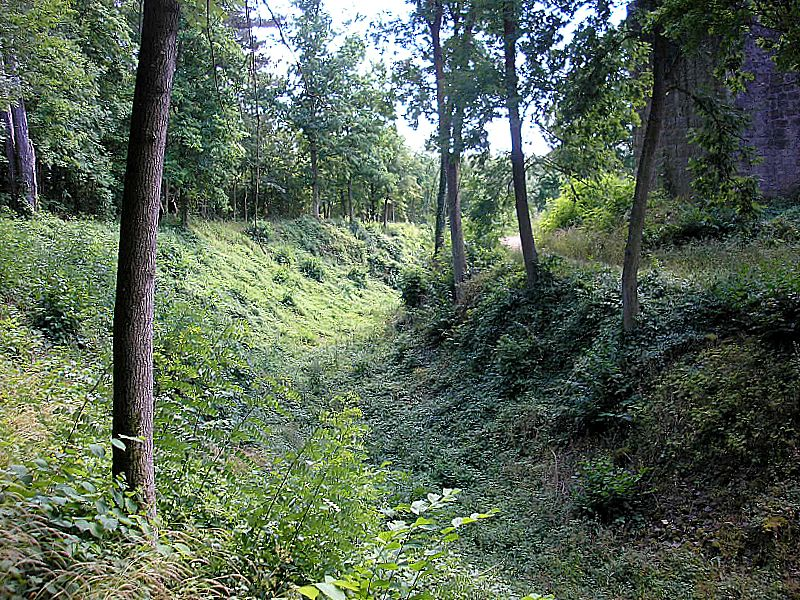
Blick in den Halsgraben
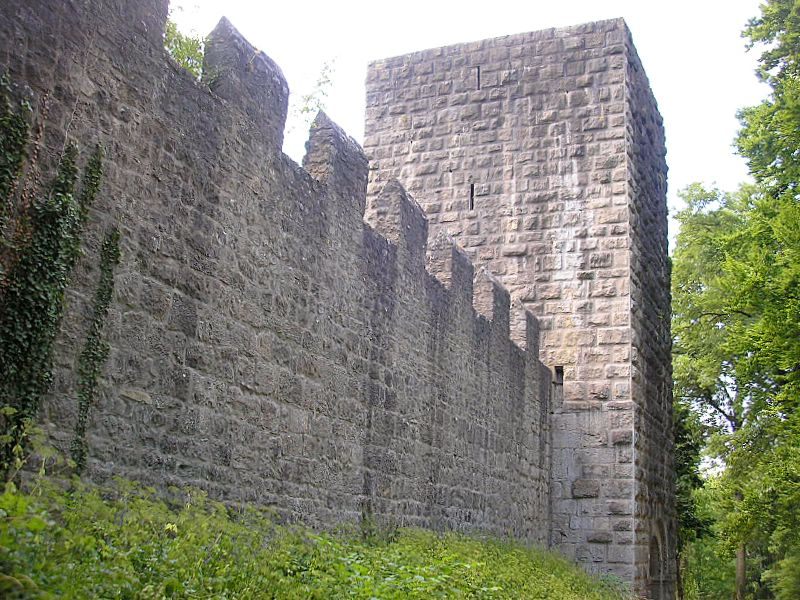
Der Torturm mit der Ringmauer
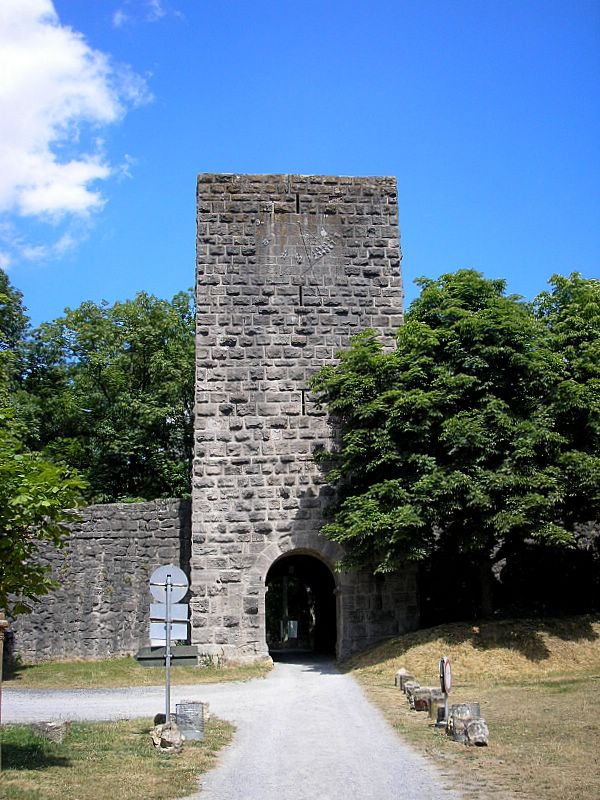
Der Torbergfried aus dem Burghof
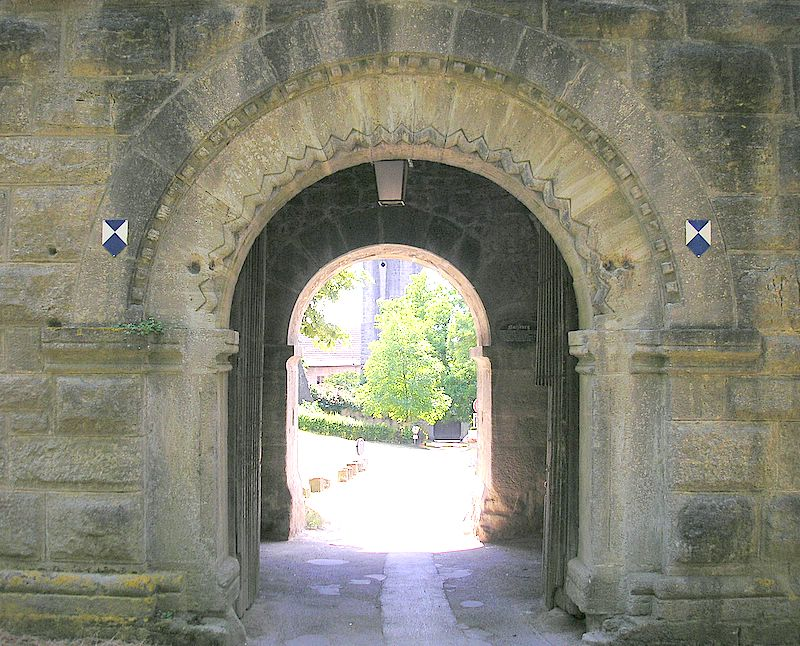
Das romanische Haupttor
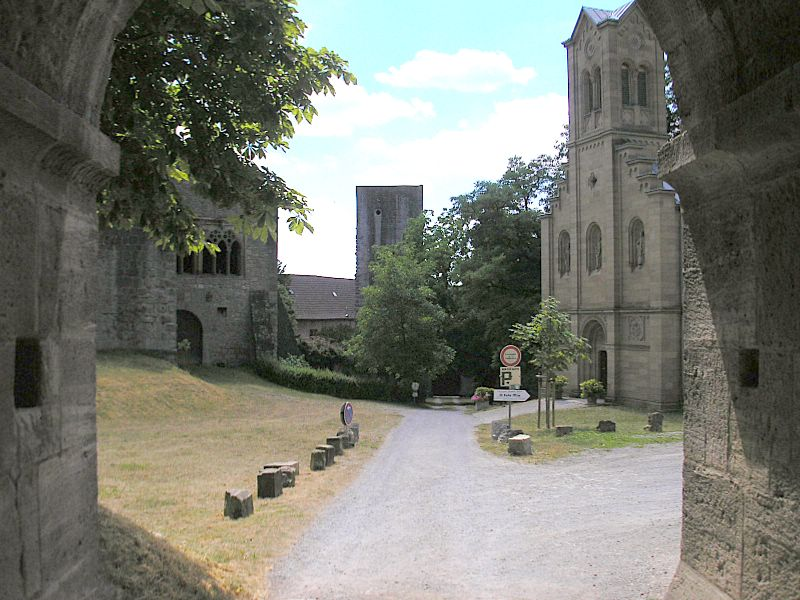
Blick durch das Haupttor in den Burghof. Rechts die neuromanische Burgkapelle
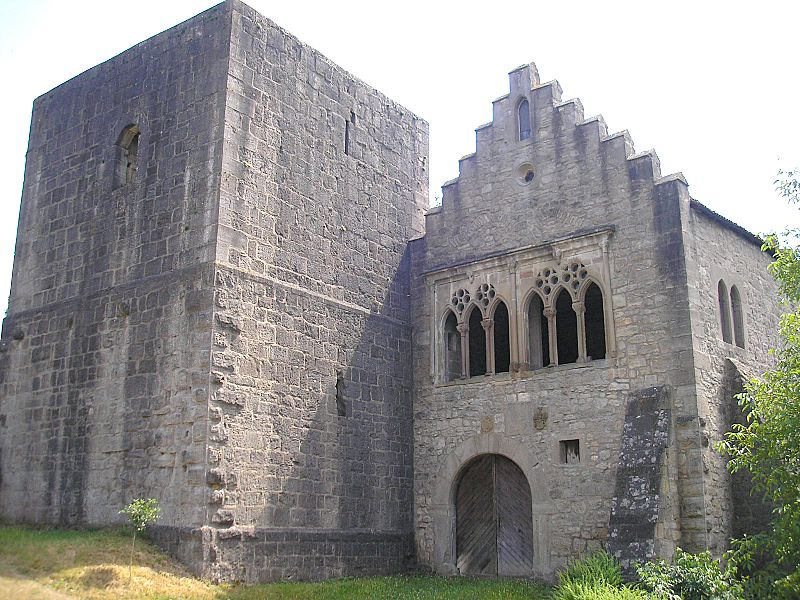
Die Münz mit dem zentralen Bergfried
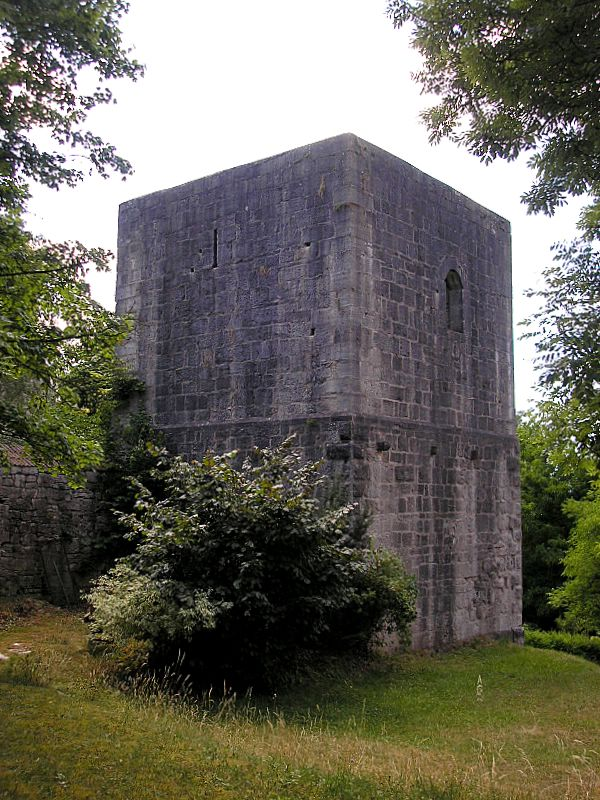
Der zentrale Bergfried von Osten
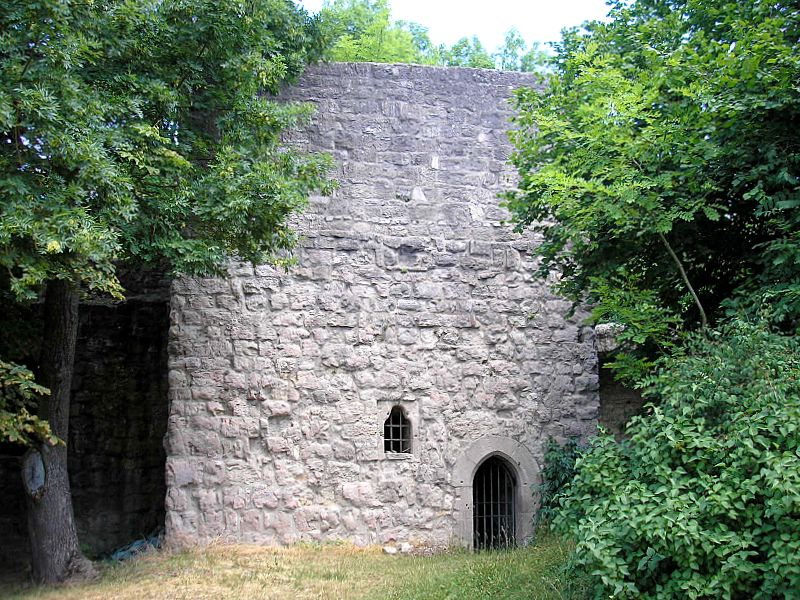
Der Wachtturm (Innenseite)
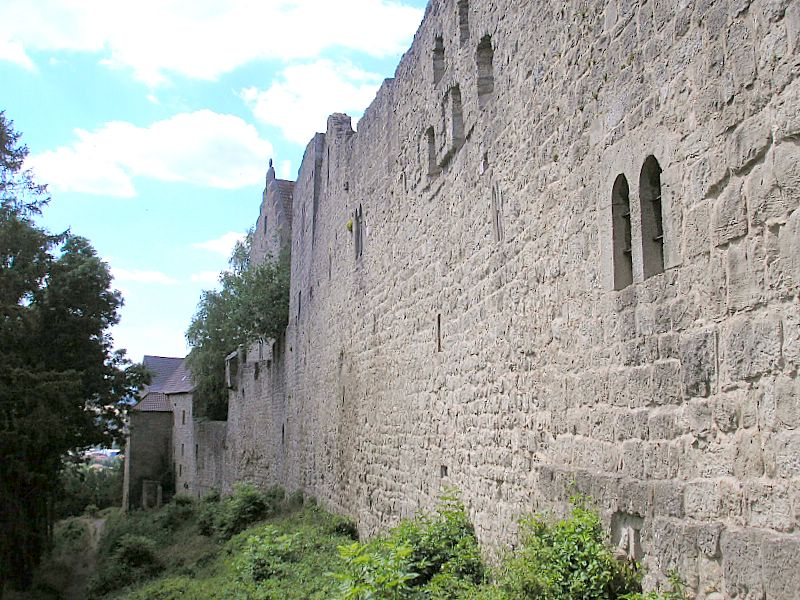
Die Südseite der Gesamtanlage. Blick nach Westen
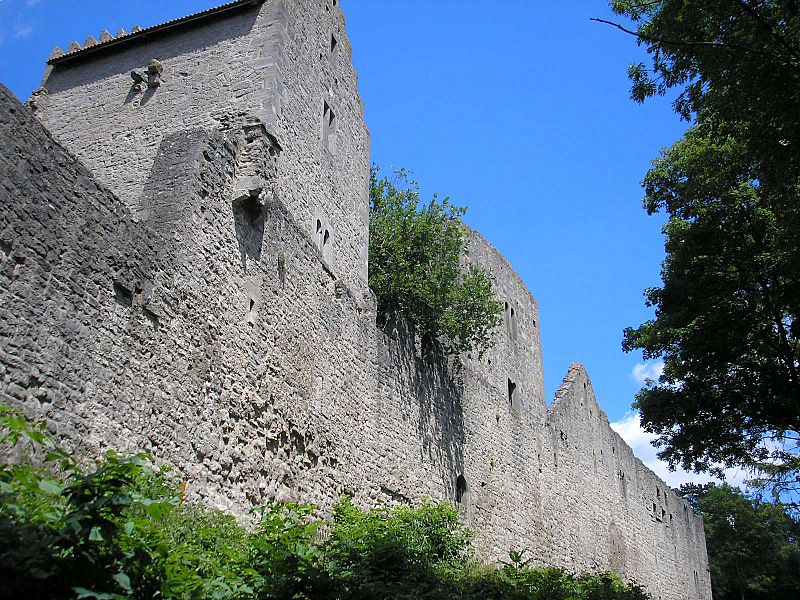
Gegenblick nach Osten
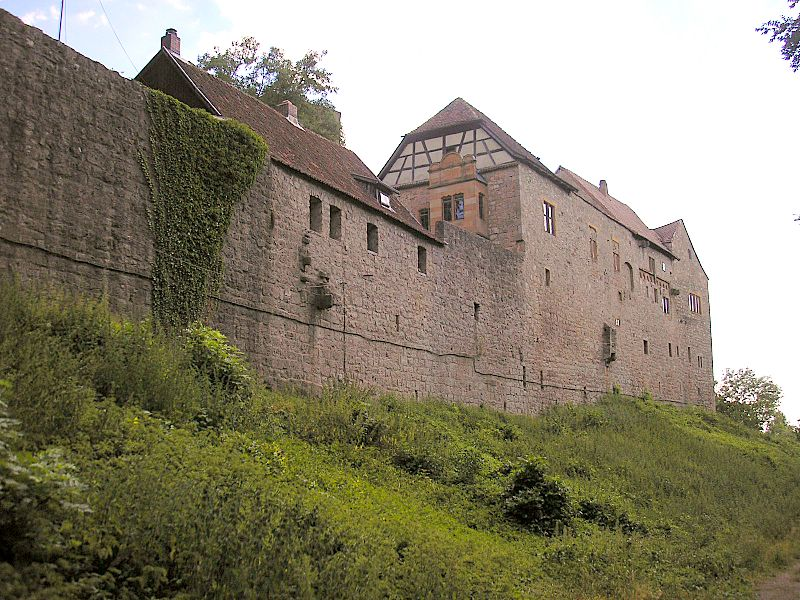
Die Westseite mit dem Voitschen Ansitz
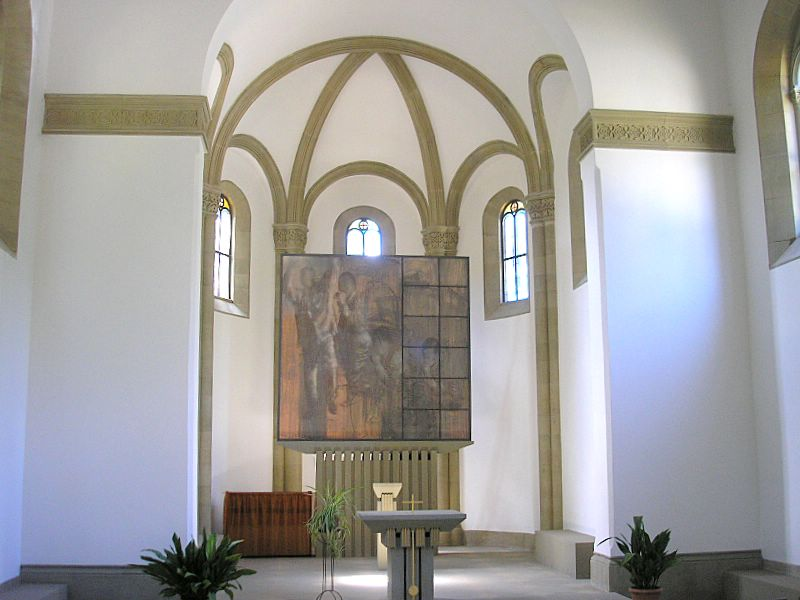
Blick in die Kapelle St. Bonifatius